# Vuelta a España 1963
La Vuelta a España 1963,  diciottesima edizione della corsa spagnola, si svolse in quindici tappe, dal 1º al 15 maggio 1963. Fu vinta dal francese Jacques Anquetil davanti agli spagnoli José Martín Colmenarejo e Miguel Pacheco. Con la vittoria della corsa spagnola Jacques Anquetil diventa il primo ciclista a realizzare la Tripla Corona
Partenza della prima tappa a Gijón con 90 ciclisti; 65 portarono a termine la prova.

## Tappe
| Tappa  | Data      | Percorso                                         | km   | Vincitore di tappa | Leader cl. generale |
| ------ | --------- | ------------------------------------------------ | ---- | ------------------ | ------------------- |
| 1ª-1ª  | 1º maggio | Gijón > Mieres                                   | 45   | Antonio Barrutia   | Antonio Barrutia    |
| 1ª-2ª  | 1º maggio | Mieres > Gijón (Cron. individuale)               | 52   | Jacques Anquetil   | Jacques Anquetil    |
| 2ª     | 2 maggio  | Gijón > Torrelavega                              | 175  | José Segú          | Jacques Anquetil    |
| 3ª     | 3 maggio  | Torrelavega > Vitoria                            | 249  | Antonio Barrutia   | Jacques Anquetil    |
| 4ª     | 4 maggio  | Vitoria > Bilbao                                 | 104  | Jan Lauwers        | Jacques Anquetil    |
| 5ª     | 5 maggio  | Bilbao > Bilbao                                  | 191  | Bas Maliepaard     | Jacques Anquetil    |
| 6ª     | 6 maggio  | Bilbao > Eibar                                   | 165  | Guy Ignolin        | Jacques Anquetil    |
| 7ª     | 7 maggio  | Eibar > Tolosa                                   | 138  | Valentín Uriona    | Jacques Anquetil    |
| 7ª     | 8 maggio  | Tolosa > Pamplona                                | 169  | José Pérez Francés | Jacques Anquetil    |
| 8ª     | 9 maggio  | Pamplona > Saragozza                             | 180  | Roger Baens        | Jacques Anquetil    |
| 9ª     | 10 maggio | Saragozza > Lleida                               | 144  | Jean Stablinski    | Jacques Anquetil    |
| 11ª    | 11 maggio | Lleida > Barcellona                              | 182  | Jan Lauwers        | Jacques Anquetil    |
| 12ª-1  | 12 maggio | Barcellona > Barcellona (Circuito del Montjuich) | 80   | Frans Aerenhouts   | Jacques Anquetil    |
| 12ª-2  | 12 maggio | Sitges > Tarragona (Cron. individuale)           | 56   | Miguel Pacheco     | Jacques Anquetil    |
| 13ª    | 13 maggio | Tarragona > Valencia                             | 252  | Seamus Elliott     | Jacques Anquetil    |
| 14ª    | 14 maggio | Valencia > Madrid                                | 177  | Roger Baens        | Jacques Anquetil    |
| 15ª    | 15 maggio | Madrid > Madrid (Circuito Casa de Campo)         | 87   | Guy Ignolin        | Jacques Anquetil    |
| Totale | Totale    | Totale                                           | 2442 |                    |                     |

## Squadre e corridori partecipanti
Partecipano alla competizione 90 ciclisti in rappresentanza di nove squadre.
| N.    | Cod. | Squadra              |
| ----- | ---- | -------------------- |
| 1-10  |      | Saint-Raphaël-Gitane |
| 11-20 |      | San Pellegrino Sport |
| 21-30 |      | KAS-Kaskol           |
| 31-40 |      | GBC-Libertas         |
| 41-50 |      | Ruberg-Liga          |
| 51-60 |      | Ferrys               |
| 61-70 |      | Portogallo           |
| 71-80 |      | Pinturas Ega         |
| 81-90 |      | Faema-Flandria       |

## Classifiche finali

### Classifica generale - Maglia gialla
| Pos. | Corridore               | Squadra     | Tempo     |
| ---- | ----------------------- | ----------- | --------- |
| 1    | Jacques Anquetil        | St. Raphaël | 64h46'20" |
| 2    | José Martín Colmenarejo | Faema       | a 3'06"   |
| 3    | Miguel Pacheco          | KAS         | a 3'32"   |
| 4    | Bas Maliepaard          | St. Raphaël | a 5'06"   |
| 5    | Francisco Gabica        | KAS         | a 7'57"   |
| 6    | Antonio Suárez          | Faema       | a 8'13"   |
| 7    | Eusebio Vélez           | KAS         | a 8'34"   |
| 8    | Antonio Gómez del Moral | Faema       | a 9'10"   |
| 9    | Jean Stablinski         | St. Raphaël | a 9'31"   |
| 10   | Guillaume Van Tongerloo | GBC         | a 10'48"  |

### Classifica a punti - Maglia verde
| Pos. | Corridore        | Squadra     | Punti |
| ---- | ---------------- | ----------- | ----- |
| 1    | Bas Maliepaard   | St. Raphaël | 130   |
| 2    | Edgard Sorgeloos | GBC         | 105   |
| 3    | Frans Aerenhouts | GBC         | 102   |
| 4    | Antonio Suárez   | Faema       | 89,61 |
| 5    | Antonio Barrutia | KAS         | 78,61 |

### Classifica della montagna
| Pos. | Corridore          | Squadra     | Punti |
| ---- | ------------------ | ----------- | ----- |
| 1    | Julio Jiménez      | Faema       | 61    |
| 2    | Antonio Karmany    | Ferrys      | 56    |
| 3    | Guy Ignolin        | St. Raphaël | 53    |
| 4    | Esteban Martín     | Ferrys      | 34    |
| 5    | José Pérez Francés | Ferrys      | 26    |

### Classifica dei traguardi volanti
| Pos. | Corridore       | Squadra | Punti |
| ---- | --------------- | ------- | ----- |
| 1    | José Segú       | Faema   | 19    |
| 2    | Francisco Suñe  | Faema   | 10    |
| 3    | Antonio Bertrán | Ferrys  | 8     |
| 4    | José Quesada    | Faema   | 4     |
| 5    | Jesús Galdeano  | Ruberg  | 3     |

### Classifica a squadre
| Pos. | Squadra              | Tempo      |
| ---- | -------------------- | ---------- |
| 1    | Saint-Raphaël-Gitane | 194h21'13" |
| 2    | KAS-Kaskol           | a 8'25"    |
| 3    | Faema-Flandria       | a 12'53"   |
| 4    | GBC-Libertas         | a 27'49"   |
| 5    | Ferrys               | a 47'02"   |